# Maetinga
Maetinga este un oraș în statul Bahia (BA) din Brazilia.